# دگس
دگس، روستایی از توابع بخش چاه دادخدا شهرستان قلعه‌گنج در استان کرمان ایران است.

## جمعیت
این روستا در دهستان رمشک قرار دارد و براساس سرشماری مرکز آمار ایران در سال ۱۳۸۵، جمعیت آن ۵۸ نفر (۱۲خانوار) بوده‌است.